# 伊斯坎達爾烤肉
伊斯坎達爾烤肉（土耳其語：İskender kebap）是土耳其西北部地區最著名的菜餚之一，得名自其發明者伊斯坎達爾·阿凡提 （İskender Efendi）的名字，他是一位19世紀時期生活在奥斯曼帝国境內布尔萨的居民。

## 概要
伊斯坎達爾烤肉為衍生自傳統土耳其烤肉的餐點，經伊斯坎達爾·阿凡提加以創新改良後成為一道新式的烤肉料理，其製作方法先將已烤好的綿羊肉切成細緻的薄片，再把肉片放置於皮塔饼麵包上後，淋上熱番茄沙司，最後並塗抹上大量融化的黃油以及酸奶加以調味。
創始者伊斯坎達爾·阿凡提的後代伊斯坎達爾奧盧家族（İskenderoğlu）至今仍於布爾薩當地經營餐廳，並以「Kebapçı İskender」為家族的註冊商标 。隨著伊斯坎達爾烤肉的聲名遠播，今日土耳其全國各地的許多餐館內都可見這道美味的餐點，菜單上大多以「伊斯坎達爾烤肉」或以其發源地「布爾薩烤肉」為菜名。

## 圖集

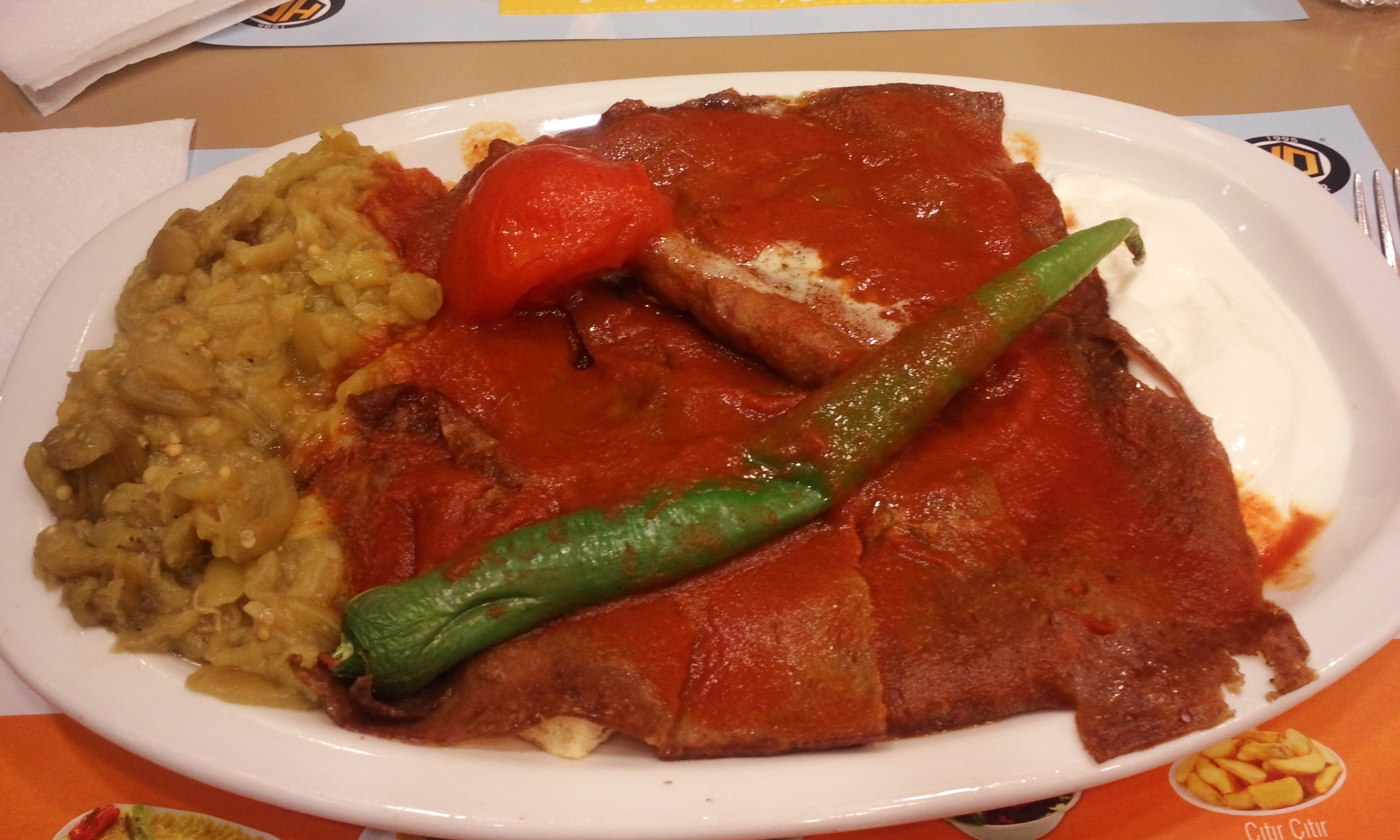
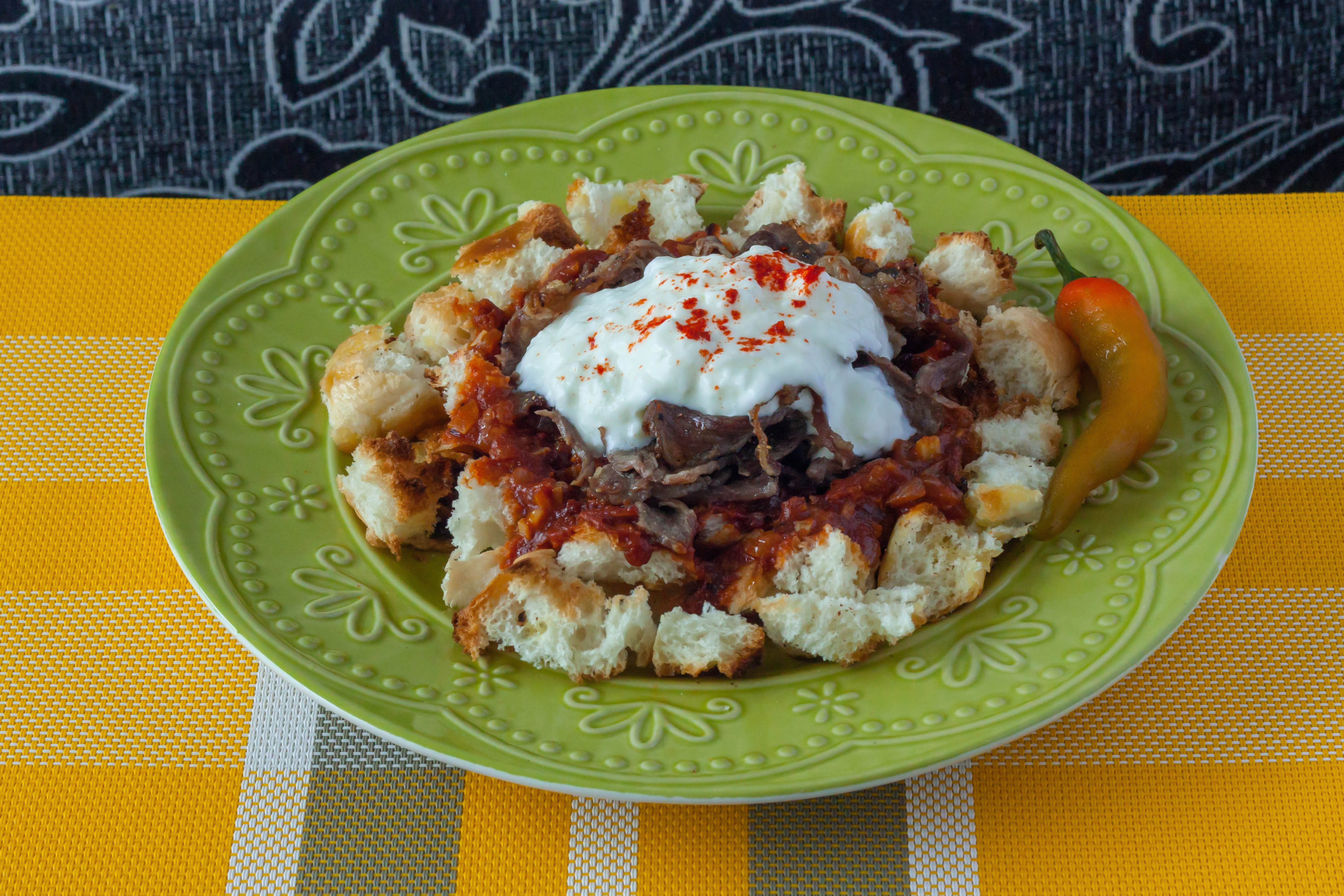
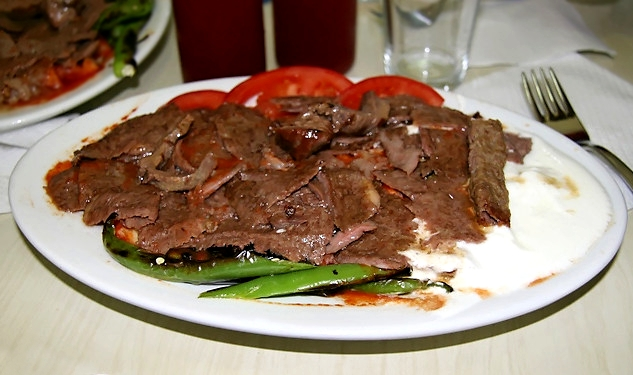
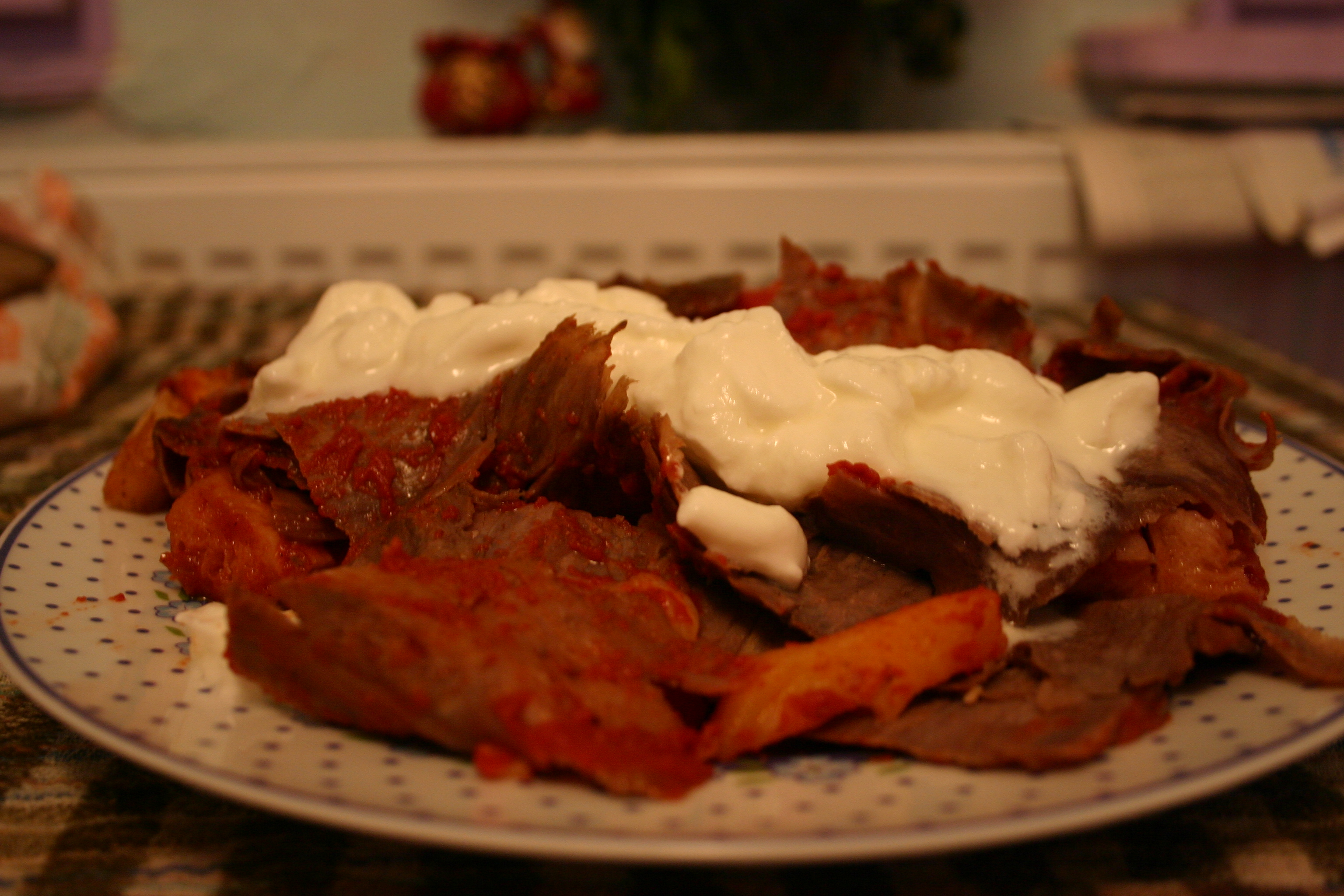
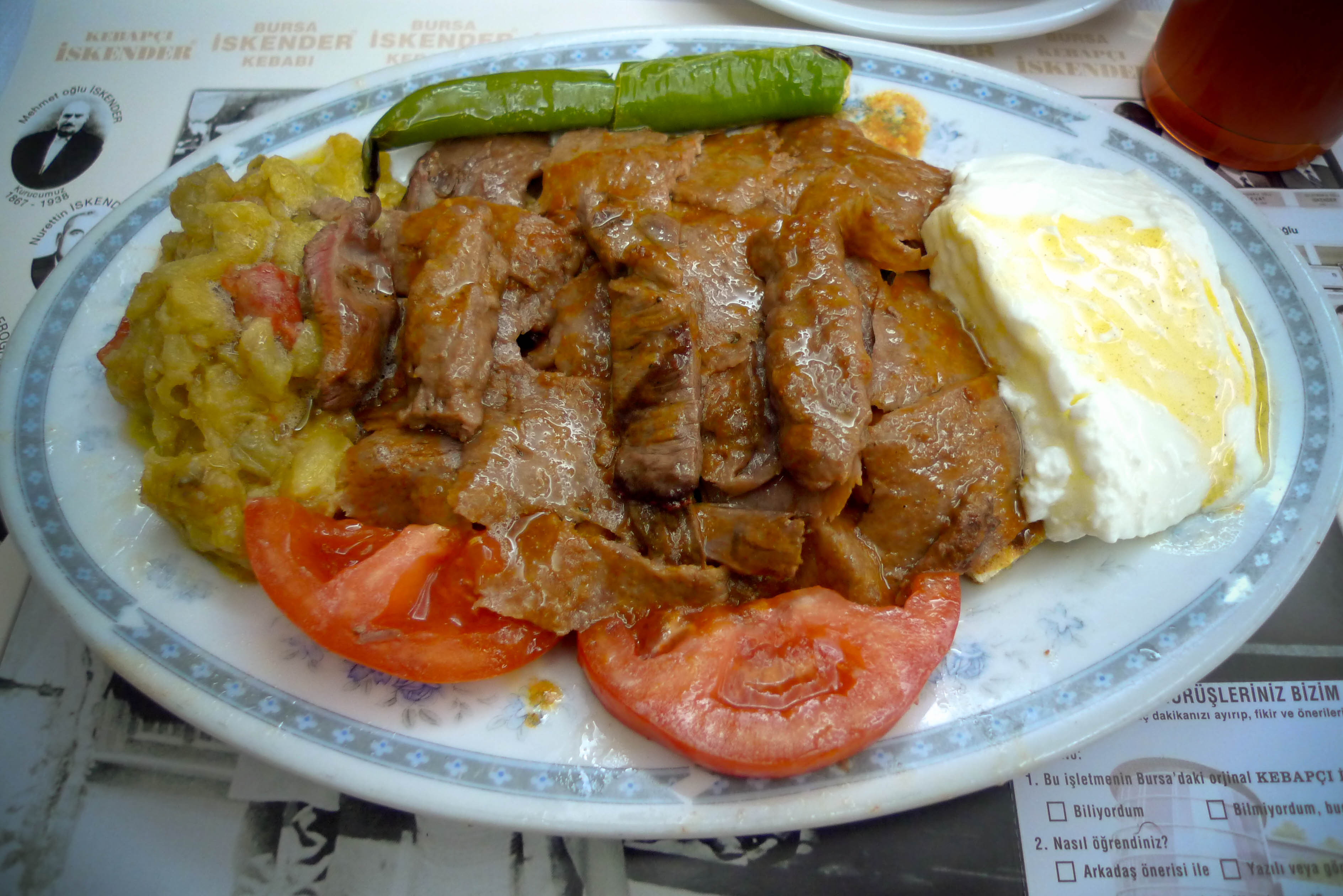

## 外部連結
- Original İskender Restaurant （页面存档备份，存于） （土耳其語）
- Home Style Iskender Recipe （页面存档备份，存于）